# You Shumin
You Shumin (游淑敏S, Yóu ShūmǐnP; Jilin, 9 agosto 1959) è un'ex cestista cinese.

## Carriera
Con la Cina ha disputato i Campionati mondiali del 1983, vincendo la medaglia di bronzo.